# Tessy-sur-Vire
Tessy-sur-Vire foi uma comuna francesa na região administrativa da Normandia, no departamento Mancha. Estendia-se por uma área de 15,9 km². Em 2010 a comuna tinha 2 362 habitantes (densidade: 148,6 hab./km²).
Em 1 de janeiro de 2016, passou a formar parte da nova comuna de Tessy-Bocage.